# Thymoites notabilis
Thymoites notabilis là một loài nhện trong họ Theridiidae.
Loài này thuộc chi Thymoites. Thymoites notabilis được Herbert Walter Levi miêu tả năm 1959.